# Candidatus Phytoplasma
Candidatus Phytoplasma là một loài Mollicutes trong họ Acholeplasmataceae. Loài này được miêu tả khoa học đầu tiên năm.
Đây là loài gây hại của các cây trong chi Gliricidia, phát triển phổ biến ở Honduras.